# Christian Geistdörfer

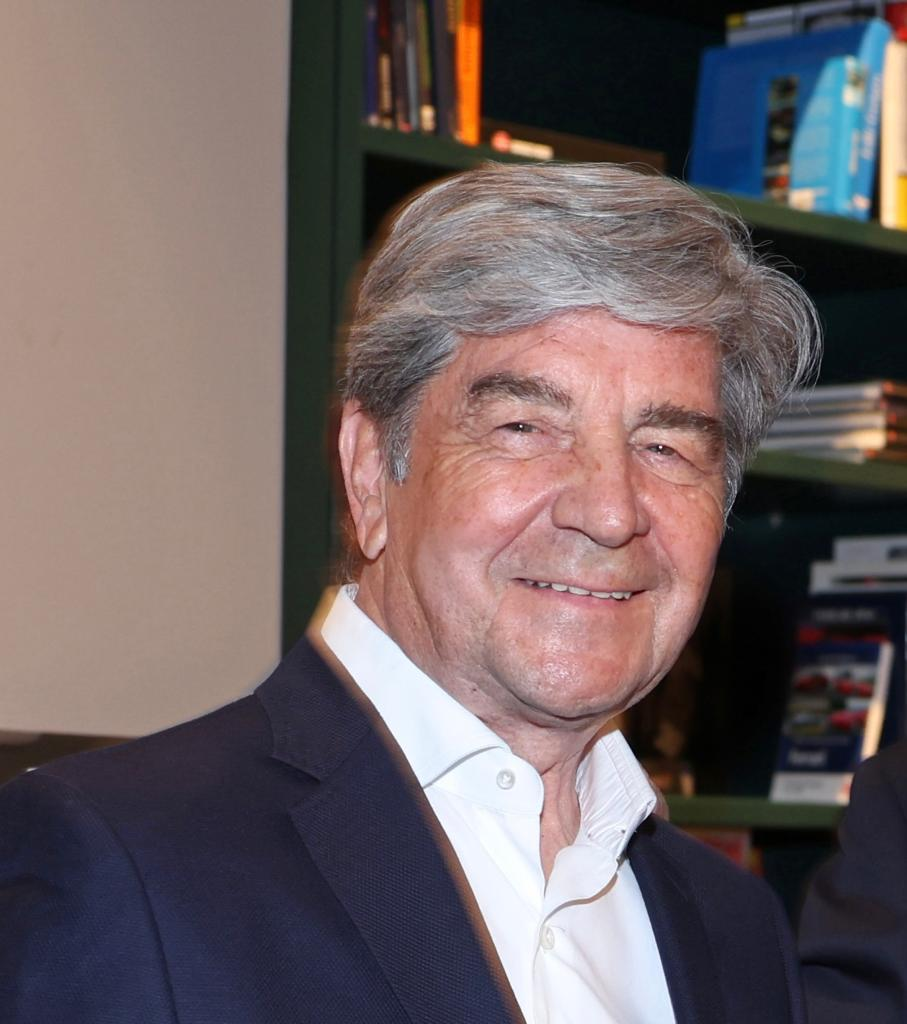
Christian Geistdörfer, 2023

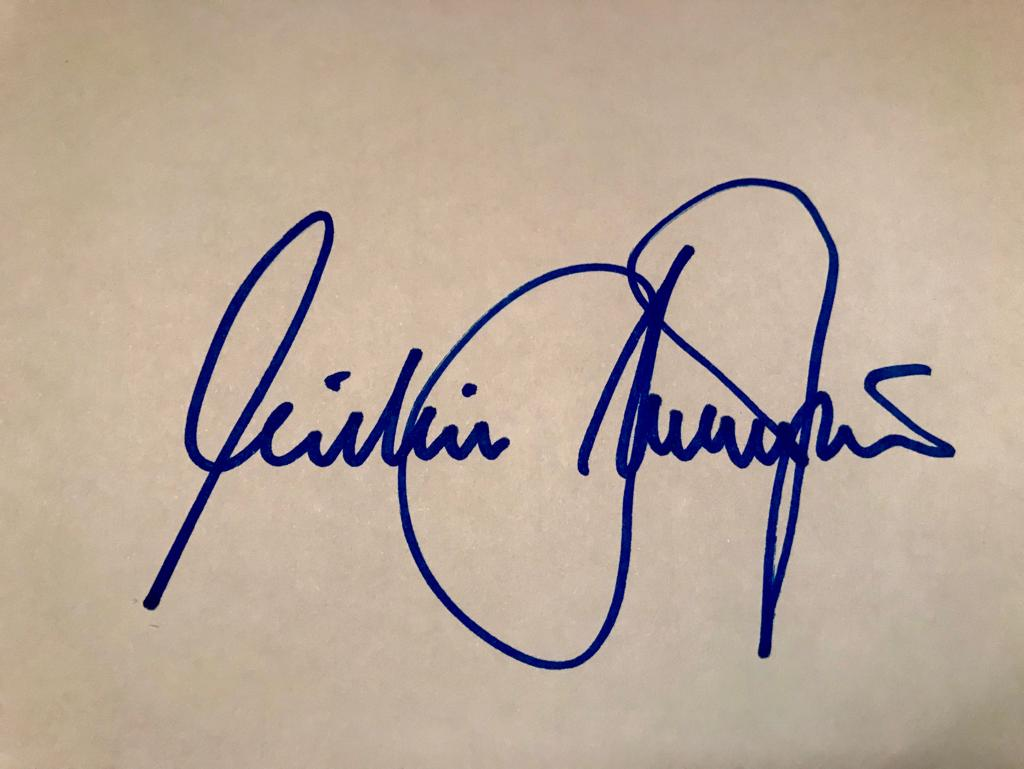
Autogramm Geistdörfers

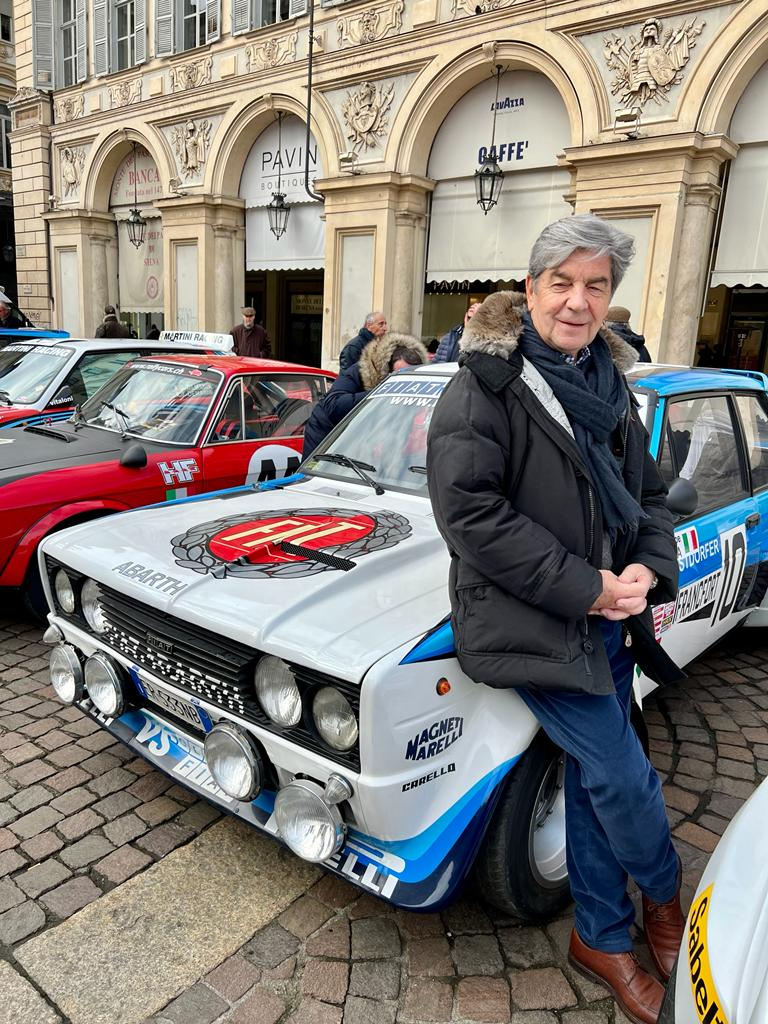
Mit dem Fiat 131 Abarth wurden Röhrl/Geistdörfer 1980 erstmals Rallye-Weltmeister

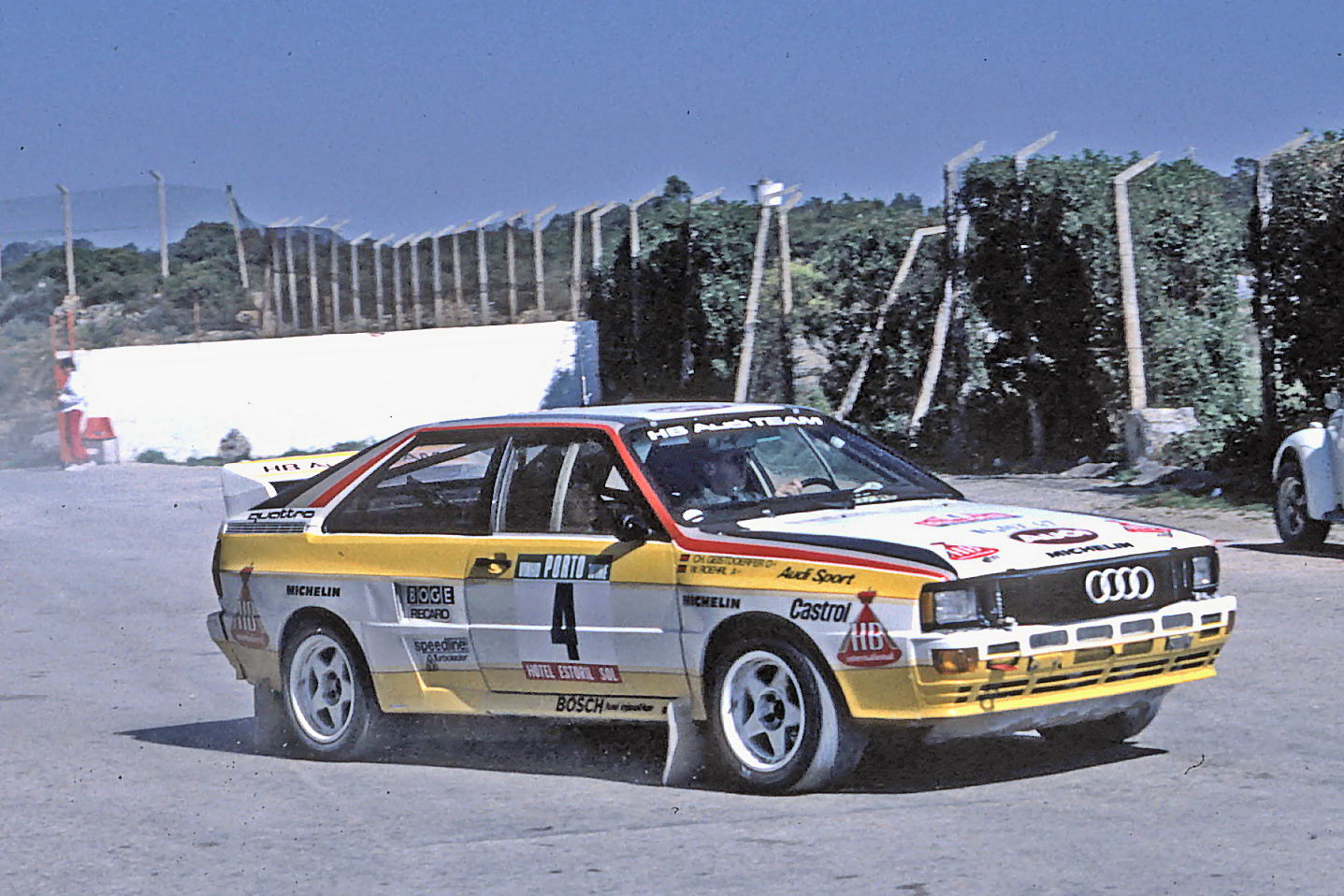
Als Beifahrer von Walter Röhrl im Audi quattro bei der Rallye Portugal 1984

Christian Geistdörfer (* 1. Februar 1953 in München) ist ein deutscher Motorsportler.

## Werdegang

### Rallyekarriere
Christian Geistdörfer war von 1975 bis 1990 im Rallyesport aktiv. Ab 1977 war er elf Jahre lang Copilot von Walter Röhrl. 1980 und 1982 wurde er zusammen mit Röhrl Rallye-Weltmeister sowie 1983 WM-Zweiter. Insgesamt gewann das Duo Röhrl/Geistdörfer 13 WM-Rallyes, darunter viermal die Rallye Monte Carlo. Bemerkenswert, dass die vier Monte-Siege mit vier verschiedenen Fabrikaten und drei unterschiedlichen Antriebskonzepten gemeistert wurden: konventioneller Hinterradantrieb im Fiat 131 Abarth Rally sowie im Opel Ascona 400, Mittelmotor und Hinterradantrieb im Lancia Rally 037 und Allradantrieb im Audi quattro A2.
1982 wurden Röhrl/Geistdörfer zudem Afrikanische Kontinentalmeister. Das Duo nahm auch regelmäßig an Läufen zur deutschen Rallye-Meisterschaft teil und feierte dabei zahlreiche Siege. 
In den Jahren 1988 und 1989 war Geistdörfer Copilot von Hannu Mikkola, mit dem er 1984 bereits die Rallye Deutschland auf Audi Sport quattro gewonnen hatte. Ende 1990 beendete er seine aktive Karriere im Rallyesport, nachdem er mit Sepp Haider für Opel noch einige internationale Erfolge errungen hatte.
Auch in den späteren Jahren waren Röhrl und Geistdörfer immer wieder gemeinsam im Rallyesport aktiv. So fuhr Geistdörfer Mitte 2001 als Copilot von Röhrl im Porsche 996 GT3, dem Vorauswagen der vom 5. bis zum 8. Juli 2001 ausgetragenen ADAC Rallye Deutschland.

### Nach der aktiven Laufbahn
1990 begann Christian Geistdörfer eine Karriere als selbstständiger Unternehmer im Automobilbereich und im Sportmanagement sowie bei International Management Group (IMG) von Mark McCormack im Bereich Fahrermanagement. IMG war zu dieser Zeit die größte Agentur im Sportsponsoring mit Klienten wie Jackie Stewart, Ayrton Senna, Alain Prost, Elio De Angelis und weiteren Topfahrern der Formel 1.
Zu Beginn der 1990er Jahre war Geistdörfer einer der ersten Anbieter von Fahrsicherheitstrainings in Deutschland. Nach der Deutschen Wiedervereinigung im Herbst 1990 war Geistdörfer Initiator des „Deutschen Fahrsicherheitszentrums Berlin-Brandenburg“. Das Projekt konnte wegen der Insolvenz des Baukonzerns Philip Holzmann AG, mit dem Geistdörfer eine Partnerschaft eingegangen war, nicht erfolgreich zu Ende geführt werden.
In den Jahren 1997 bis 2003 war Geistdörfer für die Neustrukturierung der Sponsoring-Aktivitäten der Brauerei Warsteiner im Gemeinschaftsunternehmen P&W Sponsoring verantwortlich. Als Marketingdirektor war Geistdörfer in den Jahren 2003 bis 2006 zudem an der Übernahme des Jordan-Formel-1-Teams beteiligt.
Christian Geistdörfer beriet als Marketingspezialist weitere Unternehmen, darunter Hugo Boss und Dyson. Auch fungierte er als Berater bei einigen internationalen Großprojekten im Motorsportbereich.
Geistdörfer startete mehrmals bei der Mille Miglia und anderen historischen Veranstaltungen. 40 Jahre nach dem ersten Monte-Sieg nahm er an der Seite von Walter Röhrl 2020 auf einem Porsche 911 SCR an der Rallye Monte Carlo Historique teil. Er initiierte und steuerte außerdem den Auftritt des Eifel Rallye Festivals (2011–2016). Mittlerweile ist Geistdörfer u. a. Ehrenmitglied im „Honory Board“ der Mille Miglia, Gründungsmitglied der „Munich Gentlemen Drivers“ sowie anerkannter Experte für Oldtimer und klassische Automobile.
Im Delius Klasing Verlag veröffentlichte Geistdörfer vier Bücher: „Walter und ich“, „Unsere vier Monte-Siege“ sowie „WR 70“ und „Walter Röhrl: 75 Jahre einer Legende“ zum 70. respektive 75. Geburtstag von Walter Röhrl.

## Auszeichnungen
Für ihre motorsportlichen Leistungen wurden Röhrl und Geistdörfer in den Jahren 1980 und 1982 von Bundespräsident Karl Carstens mit dem Silbernen Lorbeerblatt, der höchsten deutschen Auszeichnung für Sportler, geehrt. In denselben Jahren wurden die beiden außerdem von der Obersten Nationalen Sportkommission für den Automobilsport in Deutschland mit dem Großen ONS-Pokal ausgezeichnet. 1980 wurden Röhrl/Geistdörfer außerdem vom ADAC als Motorsportler des Jahres prämiert.